# Eric Powell (auteur)
Pour les articles homonymes, voir Eric Powell et Powell.
Eric Powell est un dessinateur et scénariste de comics américain.

## Biographie
Eric Powell est né le 8 mars 1975 aux États-Unis.
Artiste autodidacte, ermite vivant au fond des forêts du Tennessee avec son épouse et ses deux fils, il a décidé d'opter pour une carrière d'auteur de comics de manière à ne pas devoir quitter sa maison.
Depuis 1995, il a collaboré avec Marvel Comics, d'abord comme encreur (Hulk, Black Panther), DC Comics (Batman - Arkham Asylum : Living Hell) et plus notablement Dark Horse (Buffy, Angel, Star Wars Tales ou encore Hellboy : Histoires Bizarres).
C'est en revanche avec son propre titre, The Goon, qu'il a rencontré le succès. L'humour noir et décalé de cette série a fait mouche, et après quelques numéros publiés à compte d'auteur sous le label Albatros, Dark Horse a repris la série. Immédiatement reconnu comme l'un des titres les plus originaux créés ces dernières années, The Goon a récolté au passage plusieurs distinctions notables en 2004 : l'International Horror Guild Award, mais aussi et surtout un Eisner Award dans la catégorie meilleure histoire publiée aux États-Unis au cours de l'année[source insuffisante].

## Publications
- The Goon - Publié chez Delcourt

* tome 1 : Rien que de la misère (05/2005)
* tome 2 : Enfance assassine (01/2006) - Kyle Hotz a assisté Eric Powell sur une courte histoire.
* tome 3 : Tas de ruines (09/2006) - Mike Mignola participe le temps d'un chapitre à une rencontre entre le Goon et Hellboy.
* tome 4 : Vertus et petits meurtres (06/2007)
* tome 5 : Fâcheuses tendances (03/2008) - Eric Powell a invité plusieurs artistes sur tout le tome. Steve Niles, Kyle Hotz, Mike Ploog, Ryan Sook, Guy Davis et Tony Moore ont répondu à l'appel.
* tome 6 : Chinatown (01/2009)
* tome 7 : Migraines et cœurs brisés (02/2010)
* tome 8 : Le Bal des Damnés (06/2011)
* tome 9 : Calamités de conscience (2012)
* tome 10 : Malformation et déviances (2013)
* tome 11 : Complaintes et lamentations (2014)
* tome 12 : Du whisky et du sang (2015)
* tome 13 : Malchance, impair et manque (2016)
- Hillbilly - Publié chez Delcourt

* tome 1 (2017)
* tome 2 (2018)
- tome 3 (2019)
- tome 4 (2023)

- Billy the kid et la foire aux monstres - Publié chez Wetta (11/2007) - Eric Powell assure le scénario et les couvertures, Kyle Hotz illustre l'ensemble.
- Buffy contre les vampires - Saison 1 - tome 2 - Publié chez Fusion Comics (08/2009) - Eric Powell réalise une courte histoire en fin de tome.
- The Hood - tome 1 : Pierres de sang - Publié chez Panini Comics (07/2008) - Scénario de Brian K. Vaughan et dessin de Kyle Hotz. Eric Powell fait l'encrage.
- New Avengers - tome 1 - Chaos - Publié chez Panini Comics (03/2007) - Eric Powell assure l'encrage de David Finch sur quelques chapitres.
- Zombie - Simon Garth - Publié chez Panini Comics (03/2010) - Eric Powell assure seulement le scénario sur ce titre, en collaboration avec Kyle Hotz.
- Arkham Asylum - Living Hell (cover)
- Chimichanga - Publié chez Delcourt

* tome 1 (2013), dessins et scénario
* tome 2 (2019) : La Tristesse du Pire Visage du Monde, scénario
- Big Man Plans (2016), dessins et scénario - Publié chez Delcourt
- Ed Gein (2022), dessins et scénario - Publié chez Delcourt
- Big Trouble in Little China - Publié chez Editions Réflexions

* tome 1 (2017), scénario
* tome 2 (2018), scénario

## Récompenses
- 2004 : prix Eisner du meilleur numéro ou one-shot (Best Single Issue or One-Shot) pour The Goon n°1
- 2005 : prix Eisner de la meilleure série et de la meilleure publication d'humour pour The Goon
- 2008 : prix Eisner du meilleur auteur humoristique pour The Goon et du meilleur peintre ou artiste multimédia pour The Goon: Chinatown